# Omphale rhesus
Omphale rhesus är en stekelart som först beskrevs av Walker 1839.  Omphale rhesus ingår i släktet Omphale och familjen finglanssteklar. Inga underarter finns listade i Catalogue of Life.